# Палубна авіація

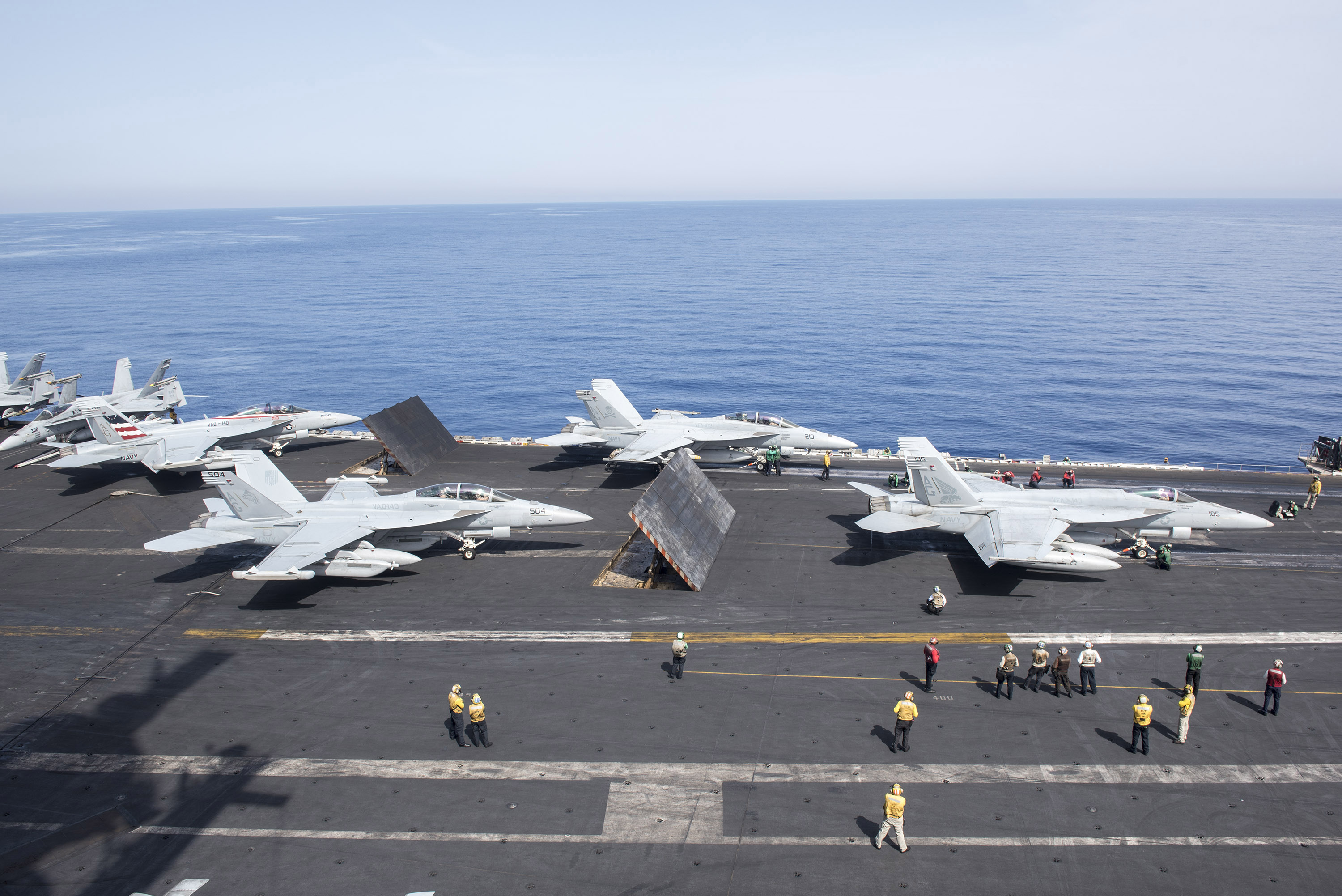
F/A-18 Hornet на палубі USS Harry S Truman

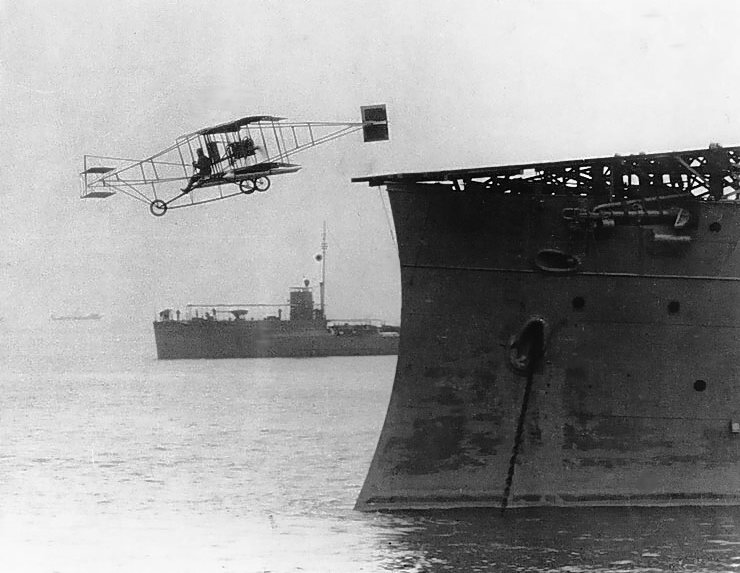
Перший зліт літака з борту бойового корабля 14 листопада 1910

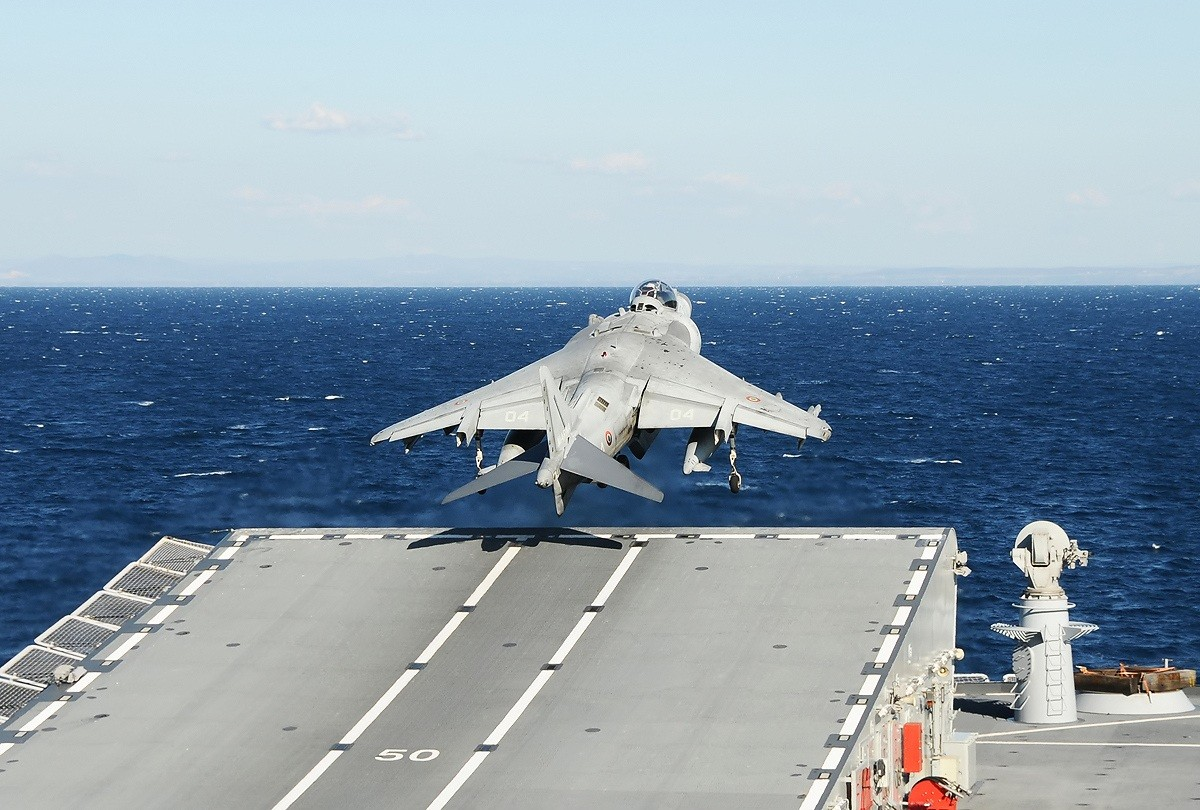
«Harrier» перед стартом з борту авіаносця «Cavour»

Па́лубна авіа́ція (також корабельна авіація, авіаносна авіація, заст. палубне лету́нство, літаконосі́йне лету́нство) — складова частина морської авіації Збройних сил деяких країн світу, що базується на кораблях (авіаносцях) і є їх озброєнням.
Корабельна авіація має у складі бойові літаки і вертольоти, що базучись на кораблях і допоміжних суднах застосовуються у видалених районах світового океану, що знаходяться за межами досяжності авіації берегового базування.
Основну частину корабельної авіації складає палубна авіація. Крім того, в неї входять літаки і вертольоти різних типів, створені або пристосовані для зльоту з кораблів, що не мають польотних палуб.
Палубна авіація включає палубні літаки: штурмовики, винищувачі, протичовнові, розвідувальні, далекого радіолокаційного стеження, радіоелектронної боротьби, заправники та інші, а також вертольоти (протичовнові, транспортні і іншого призначення) і БПЛА.

## Відео
- Палубная авиация